# Weldiya (Afder)
Cet article concerne une ville du sud de l’Éthiopie. Pour la ville de la région Amhara, voir Weldiya.
Weldiya ou Woldeya, plus connue sous le nom de Dolo Bay, est une ville éthiopienne située dans la zone Afder de la région Somali et le chef-lieu du woreda Dolobay.
Dolo Bay se situe sur la rive gauche de la rivière Ganale Dorya quelques kilomètres après le débouché de la rivière Weyib et une quinzaine de kilomètres au nord des villes jumelles frontalières Dolo et Dolow (en),.
Recensée en tant que chef-lieu du woreda Dolobay, elle compte 7 174 habitants en 2007 sous le nom de Woldeya.